# Поклонение младенцу Христу со святыми Франциском и Иеронимом
«Поклонение младенцу Христу со святыми Франциском и Иеронимом» — картина итальянского художника эпохи Возрождения Ридольфо Гирландайо из собрания Государственного Эрмитажа.
В центре картины на фоне пейзажа изображена Мария, склонившаяся над младенцем Христом. Возле неё стоит св. Иосиф, слева — коленопреклонённый Франциск Ассизский, справа также на коленях стоит св. Иероним. Над их головами — хоровод ангелов. Слева внизу красной краской нанесены цифры «630.» — они соответствуют номеру картины по эрмитажному каталогу 1797 года.
Первоначально картина была написана масляными красками и темперой на деревянном щите, однако в 1829 году реставратором А. Митрохиным была переведена на холст. Картина имеет размеры 173 × 174 см. Выставляется в Большом (Старом) Эрмитаже в зале 215.
Ранняя история картины была долгое время была неизвестна. Во второй половине XVIII века она принадлежала лондонскому антиквару Томасу Дженкинсу и считалась работой Пьетро Перуджино. В 1782 году она при посредничестве И. Ф. Рейфенштейна была приобретена для Эрмитажа. С авторством Перуджино картина была включена в рукописные каталоги Эрмитажа, начатые в 1773 (под № 2512) и в 1797 годах.
Г. Ф. Вааген в 1863 году в качестве автора назвал Франческо Граначчи и под этим именем картина фигурировала в эрмитажных каталогах вплоть до 1909 года. Он охарактеризовал картину как производящую сильное религиозное впечатление и отметил тщательную проработку деталей.

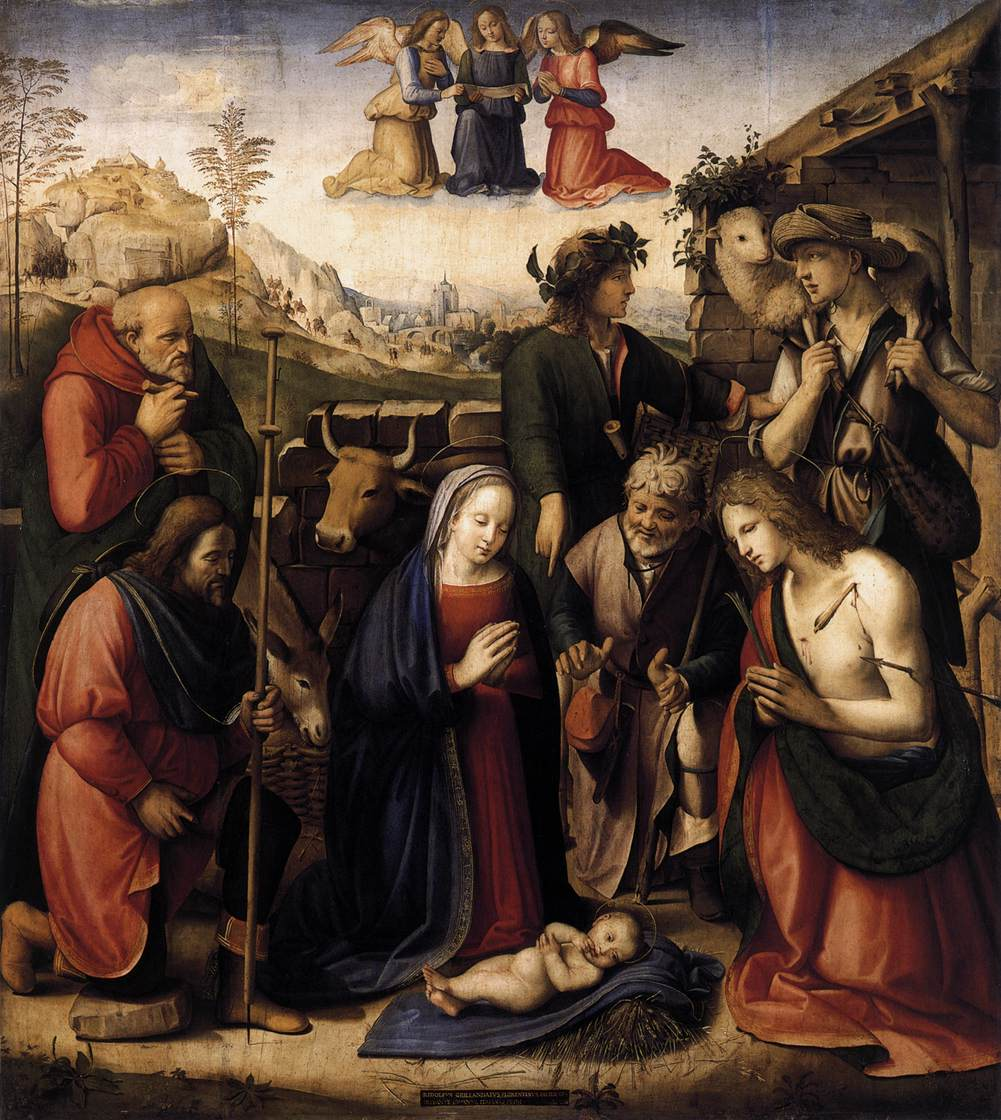
«Поклонение пастухов со св. Рохом и св. Себастьяном». 1510 год. Будапештский музей изобразительных искусств

В 1866 году Кроу и Кавальказелле в качестве возможного автора назвали Ридольфо Гирландайо: «массивная фигура Иеронима контрастирует с фигурами Девы Марии и Франциска, а гладкие перетекающие цвета напоминают Граначчи. Но в то же время сильные, хорошо гармонирующие оттенки и энергичная светотень, а также атмосфера, которая пронизывает все группы, характерны для Гирландайо». Они предположили, что именно об этой картине упоминал Джорджо Вазари в «Жизнеописаниях…» под названием «Рождество Христово». Вот что писал сам Вазари:

Для монастыря Честелло ему был заказан образ на дереве с Рождеством Христовым, и, приложив наибольшие усилия, дабы превзойти состязавшихся с ним, он отдал этой работе все силы и всё старание, на какие был способен, и написал Богородицу, поклоняющуюся младенцу Христу, св. Иосифа и две коленопреклонённые фигуры святых Франциска и Иеронима. Там же изобразил он прекраснейший пейзаж, весьма напоминающий Сассо делла Верниа, где св. Франциск обрёл стигматы, с хижиной и поющими над нею ангелами; и вся эта работа отличается прекрасным колоритом и большой рельефностью.

Гаэтано Миланези в комментарии к этому фрагменту текста пишет, что после того, как монастырь на площади Честелло во Флоренции перешёл под управление кармелиток из церкви Санта-Мария-Маддалена-деи-Пацци картина пропала. Здесь Миланези допускает ошибку: здание церкви Сан-Фредиано-ин-Честелло наоборот, сначала принадлежало кармелиткам и было обменено с монахами-цистерцианцами на здание церкви Санта-Мария-Маддалена-деи-Пацци. Впоследствии стало известно что картина пропала из монастыря в 1628 году во время переезда кармелиток в новое помещение; также упоминается что ещё в 1966 году в монастыре на прежнем месте сохранялась оригинальная рама от картины с написанной на ней датой MDXIII (1513 год).
Э. К. Липгарт поддержал мнение Кроу и Кавальказелле и в качестве ближайшей аналогии назвал подписную работу Ридольфо Гирландайо «Поклонение пастухов со св. Рохом и св. Себастьяном» и датированную 1510 годом из собрания Будапештского музея изобразительных искусств (дерево, масло; 148 × 132 см; инв. № 68). А. Г. Габричевский в комментариях к русскому переводу «Жизнеописаний…» ошибочно отождествил описание Вазари с этой картиной и назвал её «Рождество Христово».
6 мая 1949 года на торгах в аукционном доме «Кристис» проходило повторение эрмитажной картины, его современное местонахождение не установлено.